# Дрю Уейсман
Дрю Уейсман (на английски: Drew Weissman) е американски имунолог.
Роден е на 7 септември 1959 година в Лексингтън, Масачузетс, в семейството на евреин и италианка. През 1981 година получава магистърска степен по биохимия в Университета „Брадайс“, а през 1987 година защитава докторат по имунология в Бостънския университет. След това работи в Медицинското училище на Харвард, Националните институти по здравеопазване, а от 1997 година ръководи лаборатория в Пенсилванския университет. Изследванията му са главно в областта на биологията на рибонуклеиновата киселина със значителен принос към създаването на РНК ваксините.
През 2023 година получава Нобелова награда за физиология или медицина заедно с Каталин Карико „за техните открития, свързани с модифицирането на нуклеозидни основи, които дават възможност за разработването на ефективни иРНК ваксини срещу COVID-19“.